# Glenoleon mouldsorum
Glenoleon mouldsorum är en insektsart som beskrevs av Tim R. New 1985. Glenoleon mouldsorum ingår i släktet Glenoleon och familjen myrlejonsländor. Inga underarter finns listade i Catalogue of Life.